# منط

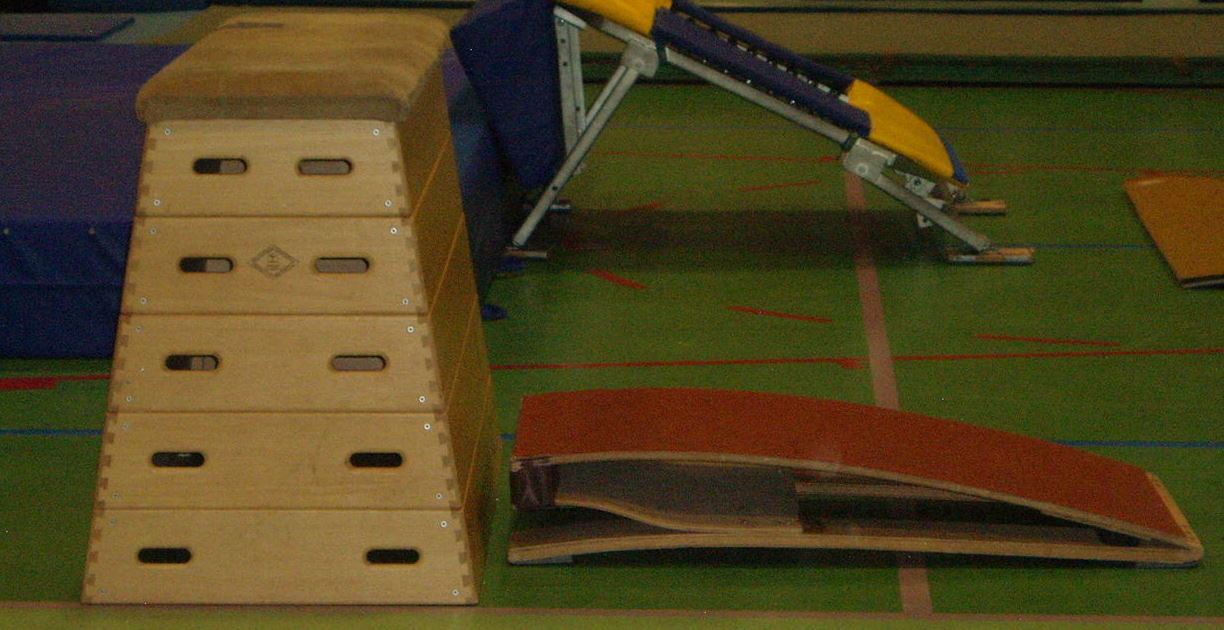
منط جمباز

المِنَطُّ أو المقفز هو في السباحة والجمباز، لوحة مرنة، كابولية (أي مثبت طرف واحد من طرفيها). يستعمل المنط في الغطس مسبح عميق، ويستعمل أيضا في القفز في رياضة الجمباز. و المقفز مِنَصَّة وَثْب   رياضة بدنيَّة و مِقْفَز الغَطْس لوح يقف عليه الغَطّاسُ اسْتعدادًا للقَفْز والغَطْس